# Léonce Bernheim
Pour les articles homonymes, voir Bernheim.
Léonce Bernheim, né le 16 avril 1886 à Toul et mort le 20 décembre 1943 à Auschwitz, en déportation, est un ingénieur des arts et manufactures et avocat français.

## Biographie

### Famille
Fils d'Émile Bernheim (1851-1930), fondateur du domaine hôtelier de Beauvallon, Léonce Bernheim se marie à Renée Schwob d'Héricourt (30 juillet 1896-1943), nièce de Jacques Schwob d'Héricourt. Leurs deux fils sont Philippe Bernheim (1921-1995) et le banquier Antoine Bernheim (1924-2012). Ils sont les grands-parents de Geneviève et François Bernheim (1952-2010), de l'historien des religions Pierre-Antoine Bernheim (1952-2011) et de la princesse Martine Orsini-Bernheim.

### Carrière
Sorti ingénieur de l'École centrale en 1909, il devient avocat.
En 1927, il est délégué de la France au XVe Congrès sioniste, qui avait lieu à Bâle. La même année, il est élu conseiller général du canton de Châtillon-sur-Marne, sous l'étiquette SFIO.
En tant que juif, il est démissionné d'office de sa fonction de maire de Pourcy.
En 1940, il est nommé à L'Ardoise dans le Gard.
Il est déporté le 17 décembre 1943 de Drancy à Auschwitz par le Convoi No. 63. Son épouse, Renée Bernheim est déportée par le même convoi. Leur dernière adresse est à l'Hôtel Standard, 5 rue du Dr Mazet, à Grenoble.
Il a été directeur de l'Organisation Reconstruction Travail (ORT)

### Sources
- Michel Dreyfus et Catherine Nicault, Léonce Bernheim, avocat, militant socialiste et sioniste, Archives Juives 2014/1 (Vol. 47), pages 146-153
- Serge Klarsfeld. Le Mémorial de la déportation des Juifs de France. Beate et Serge Klarsfeld: Paris, 1978. Nouvelle édition, mise à jour, avec une liste alphabétique des noms.FFDJF (Fils et Filles des Déportés Juifs de France), 2012.